# BMW M1
O M1 foi o primeiro modelo da BMW equipado com motor central, um propulsor 3.5 6 cilindros em linha, que produzia 277 cv. Era feito artesanalmente pela BMW Motorsport.

## M1 Homage
Em abril de 2008 a BMW apresentou no concorso d'Eleganza de Villa d'Este um protótipo denominado M1 Homage, a fim de homenagear o modelo.